# 会東県
会東県（かいとう-けん、四川彝語: ꉼꄏꑤ）は中華人民共和国四川省涼山イ族自治州西南部に位置する県。

## 行政区画
- 街道:魚城街道、金江街道
- 鎮:鰺魚河鎮、鉛鋅鎮、堵格鎮、姜州鎮、烏東徳鎮、淌塘鎮、鉄柳鎮、嘎吉鎮、満銀溝鎮、新街鎮、魯吉鎮、大崇鎮、松坪鎮
- 郷:老君灘郷、江西街郷、溜姑郷、野租郷

## 健康・医療・衛生
- 会東県人民医院